# 保亭琼楠
保亭琼楠（学名：Beilschmiedia baotingensis）为樟科琼楠属下的一个种。